# Föreningen för kvinnans politiska rösträtt i Borlänge–Stora Tuna
Föreningen för kvinnans politiska rösträtt i Borlänge–Stora Tuna, även kallad Borlängeföreningen för kvinnans politiska rösträtt, var Borlänges lokalförening inom Landsföreningen för kvinnans politiska rösträtt (LKPR). Föreningen bildades 1911 och var verksam lokalt i Borlänge för införandet av kvinnors rösträtt i Sverige.

## Historik
Bland aktiviteterna fanns föredrag, samkväm, insamling av medel och förhandlingar om samarbete med andra organisationer. 
Föreningen arrangerade så kallade arbetsaftnar för olika ändamål.
Bland dess medlemmar fanns offentligt engagerade kvinnor: 1916 uppgavs "Av föreningens medlemmar äro 2 ordinarie och 2 suppleanter i pensionsnämnden, 2 medlemmar i fattigvårdsstyrelsen, 2 i föreläsningsföreningen, 1 i barnhemsstyrelsen, 1 i diakonistyrelsen och 1 föreståndarinna för kommunbibliotek [...] Av föreningens medlemmar är 1 stadsfullmäktig, 1 ledamot av styrelsen för Bergengrenska bespisningsfonden, kommunala hjälpkommittén och en pensionsnämnd, 1 är barnavårdsinspektris samt ledamot av fattigvårdsstyrelsen och en pensionsnämnd, 2 äro suppleanter i pensionsnämnder". 
Kvinnlig rösträtt accepterades av riksdagen 1919 och genomfördes 1921, vilket medförde att både landsföreningen och alla dess lokalföreningar upphörde mellan 1919 och 1921, sedan deras mål hade uppnåtts. 

## Ordförande
- Frida Johansson, 1911–1913
- Maria Vidigsson, 1913–1916 (första gången)
- Signe Fridholm, 1916–1918
- Maria Vidigsson, 1918–1921 (andra gången)